# Parafia Bożego Ciała w Łomży
Parafia pw. Bożego Ciała w Łomży – rzymskokatolicka parafia należąca do dekanatu Łomża, diecezji łomżyńskiej, metropolii białostockiej.

## Historia
Parafia została erygowana 3 grudnia 1989 r. przez biskupa łomżyńskiego Juliusza Paetza w granicach terytorium samodzielnego ośrodka duszpasterskiego istniejącego od 24 września 1988 r. przy tymczasowej drewnianej kaplicy. Utworzona została z parafii pw. Miłosierdzia Bożego w Łomży. W 1997 r. odłączono część parafii Bożego Ciała do nowo powstałej parafii Krzyża Świętego, równocześnie przyłączając do parafii Bożego Ciała część terytorium parafii Miłosierdzia Bożego.
Od lipca 1990 do marca 2002 staraniem proboszcza Ferdynanda Gryszki trwała budowa kościoła murowanego pw. Bożego Ciała jako wotum wdzięczności za dar III pielgrzymki do Polski Jana Pawła II podczas której rozpoczęto II Krajowy Kongres Eucharystyczny. 3 czerwca 1995 r. Juliusz Paetz dokonał wmurowania pod budujący się kościół kamienia węgielnego poświęconego przez Jana Pawła II w Łomży podczas IV Pielgrzymki do Polski. W marcu 2002 r. Stanisław Stefanek poświęcił nowo murowany kościół Bożego Ciała. 
18 września 2008 r. miała miejsce uroczysta konsekracja kościoła, której dokonał Stanisław Stefanek przy pomocy Tadeusza Bronakowskiego oraz Tadeusza Zawistowskiego. Konsekracja zakończyła jednocześnie 18-letni okres budowy i wykańczania kościoła. W kościele umieszczono także relikwie św. Stanisława Kostki. 
W dniach 21 do 22 września 2008 r. odbyła się Peregryncja Obrazu Jezusa Miłosiernego.
19 października 2008 r. odbyła się msza Prymicyjna pierwszego kapłana pochodzącego z parafii Bożego Ciała Grzegorza Śniadocha z Instytutu Dobrego Pasterza. Msza skupiła szczególną uwagę, gdyż została odprawiona w nadzwyczajnej formie rytu rzymskiego.
W lipcu 2012 r. Ferdynand Gryszko przeszedł na emeryturę, a funkcje proboszcza w parafii objął Wojciech Nowacki – były rektor Wyższego Seminarium Duchownego w Łomży.
Kościół parafialny
Kościołem parafialnym tej parafii jest Kościół pw. Bożego Ciała w Łomży.
Kościoły filialne i kaplice
Na terenie parafii w miejscowości Giełczyn znajduje się kaplica pw. Matki Boskiej Nieustającej Pomocy. Msze z początku były sprawowane w Remizie Strażackiej. W 1997 r. staraniem księdza Zygmunta Laskowskiego został zaadaptowany budynek po dawnym sklepie i przerobiony na kaplicę, która została pobłogosławiona 27 lipca 1997 r. przez bp łomżyńskiego Stanisława Stefanka.
Plebania
Murowana plebania została wybudowana w 1995 r. dzięki staraniom Ferdynanda Gryszki.

## Proboszczowie
- ks. prał. Ferdynand Gryszko – od 1989 (rektor od 1988, organizator placówki duszpasterskiej w latach 1987–2012)
- ks. prał. dr Wojciech Nowacki – od 2012
- ks. dr Radosław Kubeł – od sierpnia 2020

## Zasięg parafii
Do parafii należą wierni z miejscowości: Giełczyn, Zawady Wieś oraz z Łomży mieszkający przy ulicach: Kołłątaja, Konstytucji 3 Maja, al. Legionów, Małachowskiego, al. Piłsudskiego, Przykoszarowa, Staffa (bl. 2, 4, 6, 8, 10), Śniadeckiego i Zawady Przedmieście.